# 紙芝居

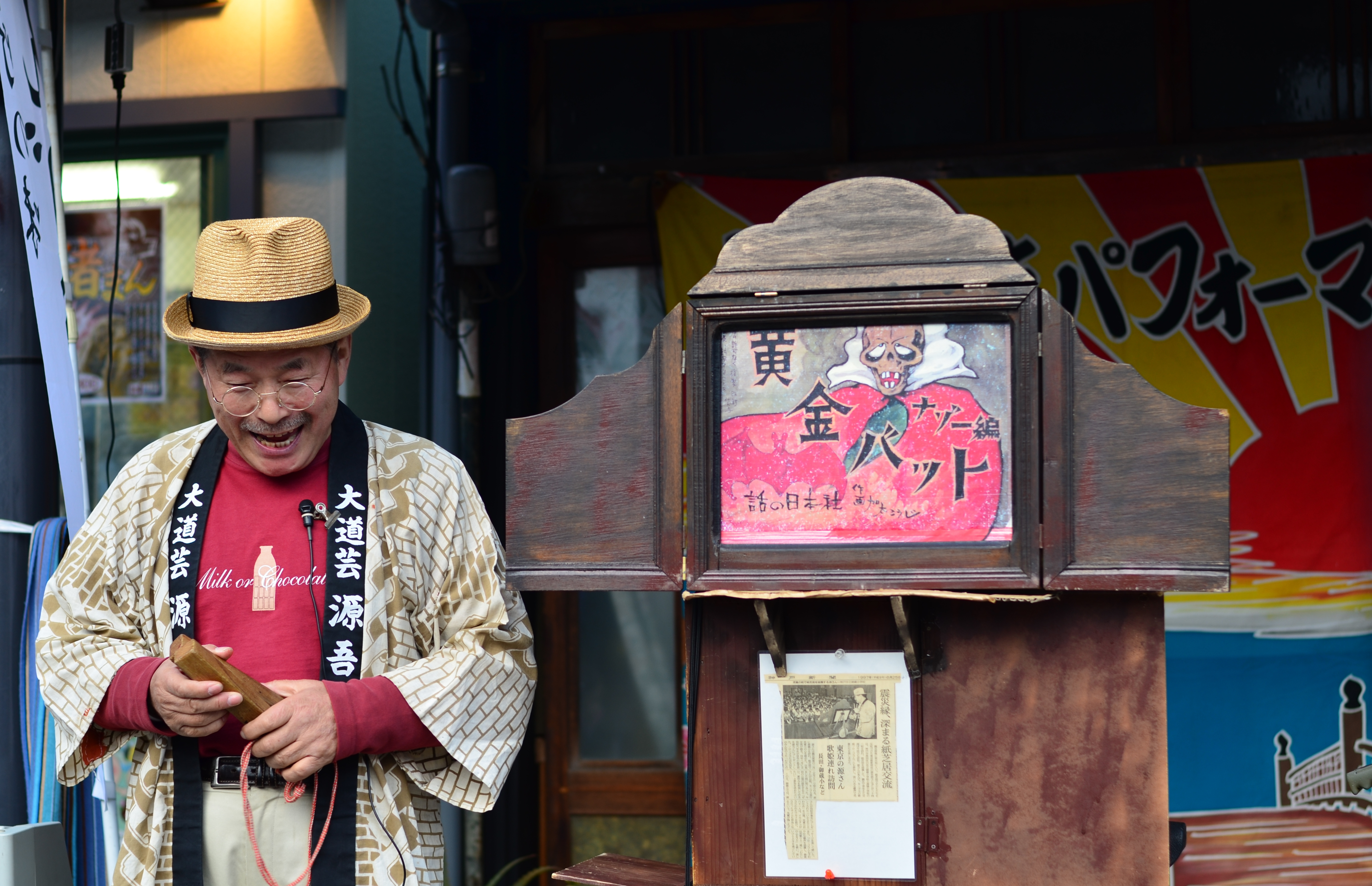
東京・浅草にて、紙芝居『黄金バット』を上演する男性。

紙芝居（かみしばい）は、物語ごとに複数枚を一組に重ねた絵で、その絵を一枚ずつ出して見せつつ演じ手が語りながら進める芝居的な芸能。主に子供たちを対象にしたもので世界に類を見ない日本の芸能である。
明治から存在した「立絵」の紙芝居と、世界恐慌期に立絵が廃れた後で誕生した「平絵」の紙芝居とに大きく分けられるが、今日では単に「紙芝居」と言う場合平絵の紙芝居を指す。この項目では主として、世界恐慌時代に誕生した「平絵」の紙芝居について解説する。

## 概要
台本に沿って描かれた数枚から十数枚の絵をその筋書きに沿ってそろえて重ね合わせ、演じ手は、1枚目から順に観客に見せながら、筋書きとセリフを語っていく。見せ終わった絵は、横に引き抜いて裏に回し、物語を展開させていく。
紙芝居は「絵」と演じ手の「語り」が主体である。これに対して
- 普通の芝居（演劇）は複数の「人＝役者」が主体。
- 人形芝居（人形劇）は「人形」と演じ手の「語り」が主体。
- 絵本の読み聞かせでは、「絵」が主体で「語り」は「従」。

## 紙芝居の系譜

### 源流
紙芝居のルーツは、平安時代の『源氏物語絵巻』であるという説がある。絵巻の「東屋」の段に物語絵を見ながら、語り手の話を聞く場面が描かれており、これが紙芝居の構造に似ているという。また、寺院では、壁画や掛け軸を使った「絵解き」があったが、鎌倉時代以降には大衆化し、一般庶民を集めた娯楽となった。
時代が下り、江戸時代から明治・大正にかけて、小さな穴から箱の中の絵を覗くのぞきからくりが縁日の見世物小屋で楽しまれた。絵だけではすぐあきられるので、これに語り（のぞきからくり節）をつけたものが人気を博した。
また同じ時期に寄席や縁日で楽しまれた、写し絵、手影絵、影絵眼鏡もまた、「絵を見せながら語る」という点で、紙芝居の源流と言うことができる。写し絵は和紙のスクリーンにガラス板に描いた絵を投影する幻灯の一種だったが、無声映画の登場で廃れる。

### 「立絵」から「平絵」の紙芝居へ
紙芝居の源流は「立絵紙芝居」とされる。「写し絵」が廃れた後、興行師の丸山善太郎が立絵紙芝居を考案する。三遊亭圓朝の弟子だった新さんは師匠の勧めで落語を諦め、木版刷り絵や写し絵用のガラス板を描いていたが、写し絵が衰退し失業する。丸山は新さんの絵に着目し、立絵紙芝居を制作した。これは竹串に14-15cmの切り抜いた絵を貼りつけ、小型の舞台で動かすもので、当初は祭礼縁日の小屋掛け興行だった。しかし1901年（明治34年）頃になると小型の舞台を担いで街頭で上演する「街頭紙芝居」が登場する。人気の題目は「西遊記」でその他は歌舞伎に題材をとったものが多く、大人向けのものも多かったという。
大正期に入ると人気は廃れるが、1923年（大正12年）の関東大震災後は子供の娯楽として人気となる。その流行から警察の取り締まりの対象となり、見料を取るかわりに飴を売って代金を徴収するというやり方が広まった。1929年（昭和4年）、浅草区菊屋橋警察署管内で立絵紙芝居そのものが禁止されると、後藤時蔵が絵を見せながら解説し、飴を売るという「平絵紙芝居」を考案する。
この飴売りを伴う紙芝居も翌1930年（昭和5年）には警視庁管内で禁止されたが第1作「魔法の御殿」、第2作「黒バット」に続き、3作目の「黄金バット」（永松健夫画）が大人気となる。
この頃の紙芝居は一枚一枚手書きで、大きさも現在の半分ほどだった。紙芝居業者が紙芝居の作家や画家を雇い、「貸元」として紙芝居屋に有料で紙芝居を貸し出し営業させるという制度も、1930年（昭和5年）に始まる。1935年（昭和10年）の東京市の調査によれば、市内に約二千人の紙芝居業者が居たという。しかし子供の興味をひきつけるための荒唐無稽なストーリーや過激な表現が教育上問題とされるようになる。また路上で水飴や煎餅を売り歩いていたことで衛生上の問題も指摘された。この頃の紙芝居は消耗品とされ、散逸しているものが多く、研究が困難なものとなっている。

### 「平絵」の紙芝居

#### 街頭紙芝居
1929年（昭和4年）アメリカで起きた世界恐慌は、日本でも昭和恐慌を起こし、資本も要らない平絵紙芝居に多くの失業者が飛びついた。
紙芝居屋は子供たちからは紙芝居のおじさんと呼ばれていた。紙芝居のおじさんは自転車に紙芝居と煎餅などの駄菓子を積んで街頭を回って、拍子木を打ったり法螺貝を吹いたりして子供を集めて駄菓子を売り、人数が集まれば紙芝居を始めた。紙芝居のおじさんはたいてい話が佳境に入ったところで「続きはまた来週」と話を止め、次回に期待させた。
紙芝居屋が町を回って子どもを集め、駄菓子を売って紙芝居を見せる、という営業形態が成り立つのは、小銭を持って子どもが簡単に集まってくる場所に限られた。姜竣は農村には紙芝居はなかったとしている。
主な作品

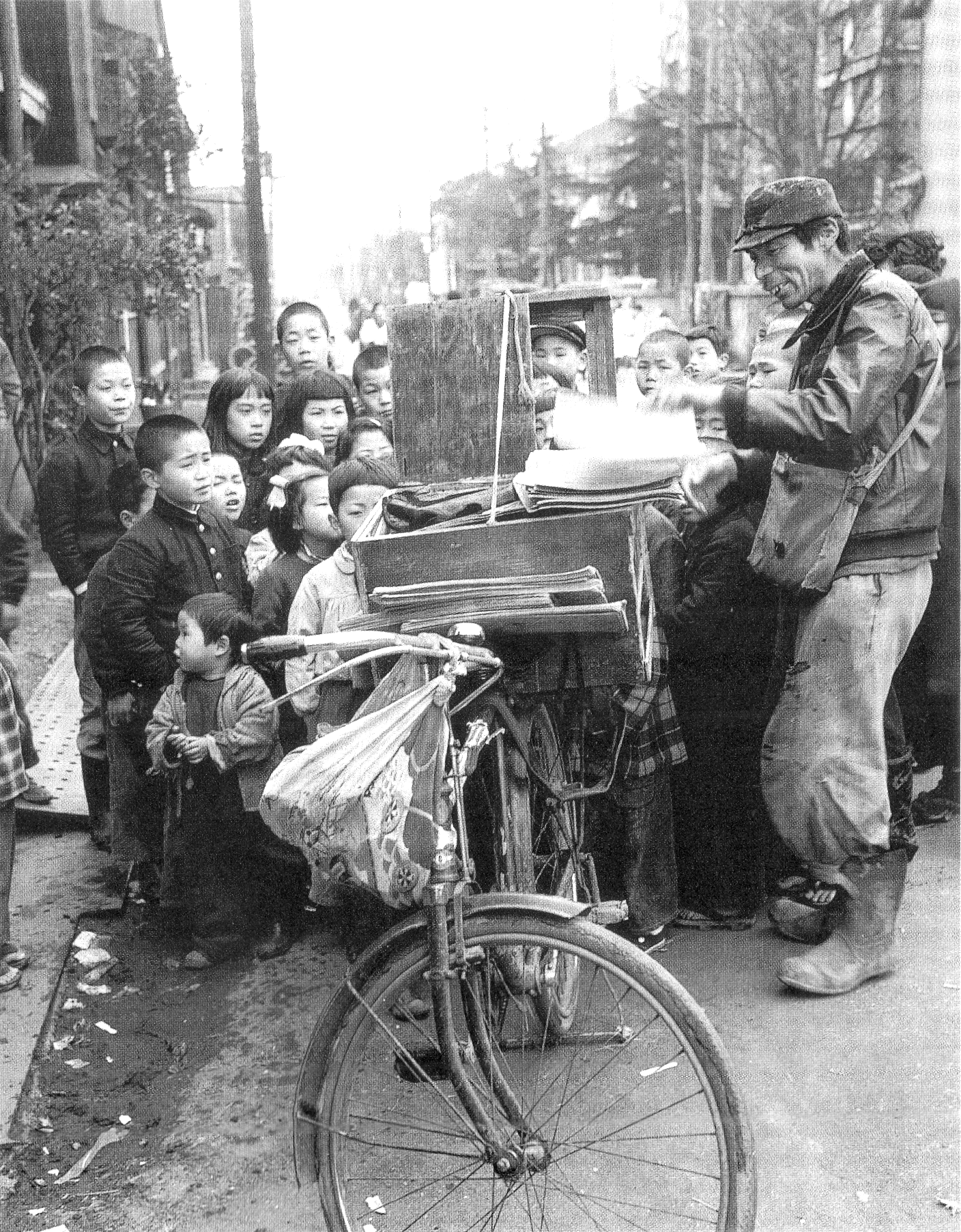
田沼武能撮影「紙芝居」（佃 (東京都中央区)1955年）

- 魔法の御殿：後藤時蔵脚本・永松健夫画。なお脚本は口伝でひろめられた。
- 黒バット:鈴木一郎脚本。白骨面に黒マントの怪盗が活躍する紙芝居。
- 黄金バット：黒バットを倒した正義のヒーロー。鈴木一郎脚本、永松健夫画。後期の『黄金バット ナゾー編』は鈴木一郎原作で加太こうじが脚本と絵を担当した。
- 世界
- 少年タイガー
- 墓場奇太郎（ハカバキタロー）：民話『子育て幽霊』を紙芝居向けに脚色した作品。ゲゲゲの鬼太郎#誕生の経緯も参照。

内容
- 男の子向け - 活劇もの、冒険物語、時代劇
- 女の子向け - 悲劇もの、継子いじめ、孝行美談、怪談、悲話
- 幼児向け - 漫画

### 教育紙芝居（印刷紙芝居）
やがて紙芝居を教育目的に取り入れようとする動きが出てくる。教会の日曜学校で伝道活動をしていた今井よねは、子供たちが街頭紙芝居を楽しんでいるのを見て、1933年（昭和8年）、「紙芝居刊行会」を設立して紙芝居『クリスマス物語』（今井よね編集、板倉康夫画）を制作。これが日本初の印刷紙芝居だった。
松永健哉は今井の福音紙芝居に影響を受け、1937年(昭和12年）「日本教育紙芝居連盟」を設立。教育紙芝居運動を進める。
高橋五山は全甲社という出版社を興し、1935年（昭和10年）、「幼稚園紙芝居」全10巻を発行した。高橋は幼稚園に売り込むが当初は下品な街頭紙芝居のイメージがあり、門前払いされることが多かったという。
その後、日本教育紙芝居連盟を母体に「日本教育紙芝居協会」が設立されると、体制擁護の姿勢を取り、戦時中は戦意高揚のプロパガンダとして国策紙芝居が全国で演じられた。国策紙芝居の題材は銃後支援、軍事援護、国民貯蓄奨励など国民精神総動員運動に沿ったもので、大分県の例では県下小学校、全370校に「紙芝居の先生」を配置して国策紙芝居の普及に努めた。
昭和の戦中期では、子供へ絶大な影響力、洗脳力があることから、『軍神の母』（日本教育芝居協会）など「国策紙芝居」も作られ、戦意高揚に役立てられたことは事実である。

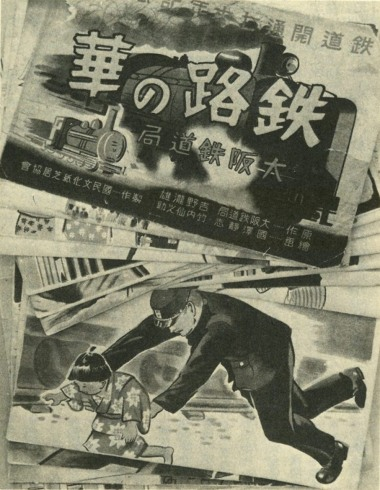
大阪鉄道局制作「鉄路の華」(大阪駅清水太右衛門殉職事故を扱った物)1942年

### 戦後
戦争に協力していた日本教育紙芝居協会は批判を受け、1945年（昭和20年）12月に自発的に解散した。GHQはメディアの検閲を始めたが、紙芝居も大量処分され、検閲印の押されたものが実演許可された。1948年（昭和23年）、文部省は幼児教育の手引書となる『保育要領－幼児教育の手びき－』の中で、紙芝居を保育教材・教具として制度的に位置づけた。その後、教育紙芝居は保育現場で急速に普及、昭和20年代には保母が幼児にせがまれるまま紙芝居ばかり読んでいる「紙芝居中毒」を指摘されるまでになった。1950年（昭和25年）には、高橋五山、佐木秋夫、稲庭桂子らが｢教育紙芝居研究会」を結成している。
運動、研究、出版活動を行った「教育紙芝居研究会」は、1955年（昭和30年）に倒産、それを引き継ぎ1957年（昭和32年）に、村松金治、稲庭桂子らによって童心社が創立された。1960年（昭和35年）には公共図書館での出版紙芝居の貸し出しが始まり、貸出率が図書を上回る図書館もあったといわれる。1962年（昭和37年）に、保育紙芝居の生みの親、高橋五山の業績を記念して、毎年の優れた出版紙芝居に授与される「五山賞」が制定されている。
当時、教育画劇など6～7社が紙芝居の出版活動を行っていたが、1967年（昭和42年）文部省（当時）の「教材整備10か年計画」により「小学校教材基準」から紙芝居が外されてしまう。学校教材としての紙芝居活用は激減し、小学校から紙芝居が消えることとなった。主な販路は保育園、幼稚園、図書館となり、出版紙芝居の対象年齢、作品内容にも影響していった。
1969年（昭和44年）、童心社を退いた稲庭桂子らが「子どもの文化研究所」（初代所長・城戸幡太郎）を設立、新しい文化運動が始められた。児童書、絵本出版の隆盛、発展の中、紙芝居は盛んとは言えない状況ではあったが、子どもの幸せを願う作家・画家たちの協力を得て、紙芝居出版は数社により継続されていった。
1980年代、まついのりこは、『おおきく おおきく おおきくなあれ』をはじめ、紙芝居ならではの「観客参加型」紙芝居を多く創作し、紙芝居とは何かを追求した。1998年（平成10年）、紙芝居初の理論書『紙芝居・共感のよろこび』が出版され、童心社企画の講座「出前紙芝居大学」が、各地で開催されていった。それらを土台に、2001年（平成13年）「紙芝居文化の会」（初代代表・まついのりこ）が創立され、新しい紙芝居運動が始められた。
近年、紙芝居は保育園、幼稚園をはじめ、高齢者施設、病院、学校など様々な場所で演じられており、あかちゃん紙芝居から高齢者向け紙芝居まで、対象年齢、内容とも多種多様な紙芝居が各社から出版されている。

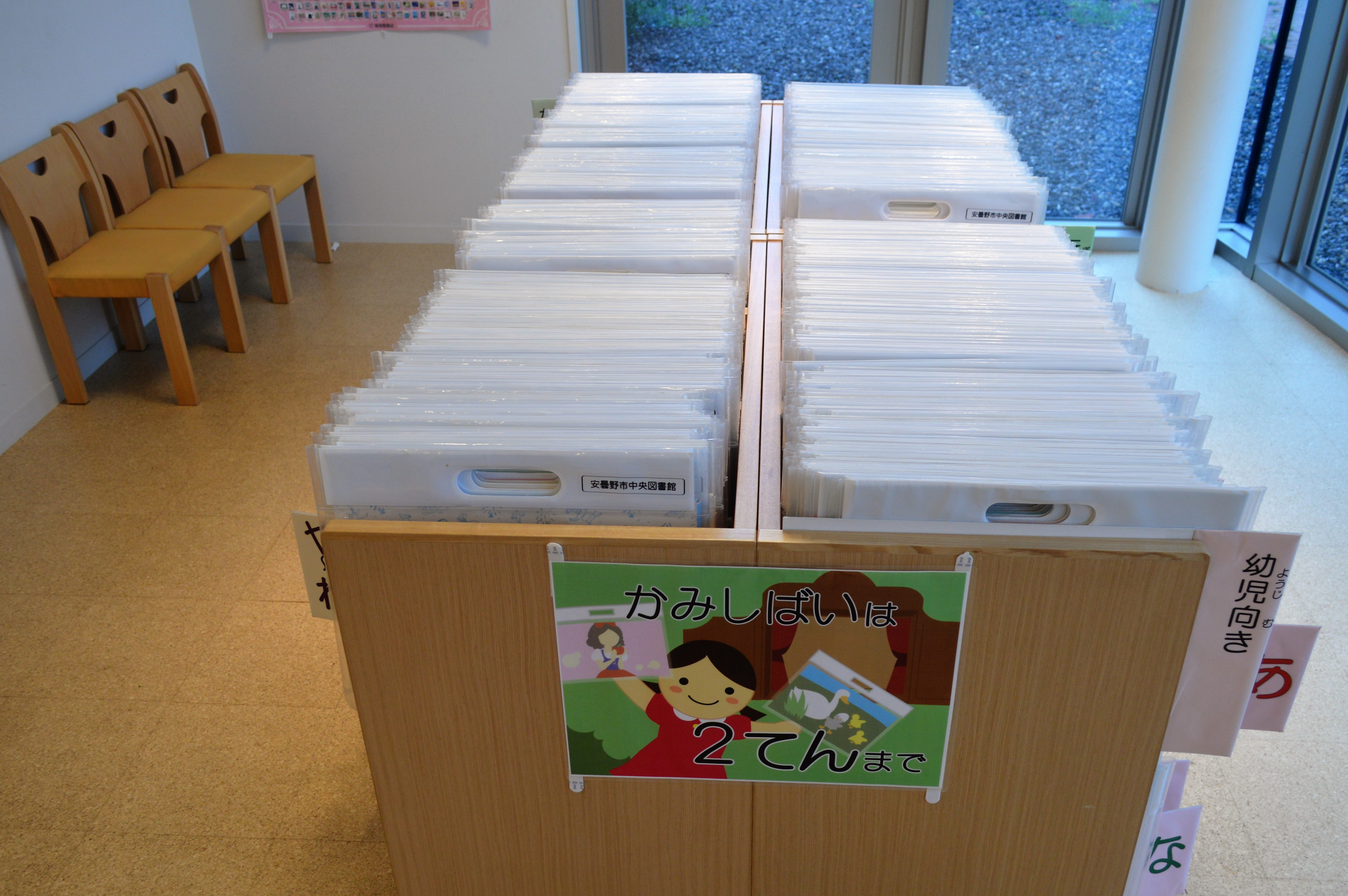
安曇野市中央図書館の紙芝居コーナー
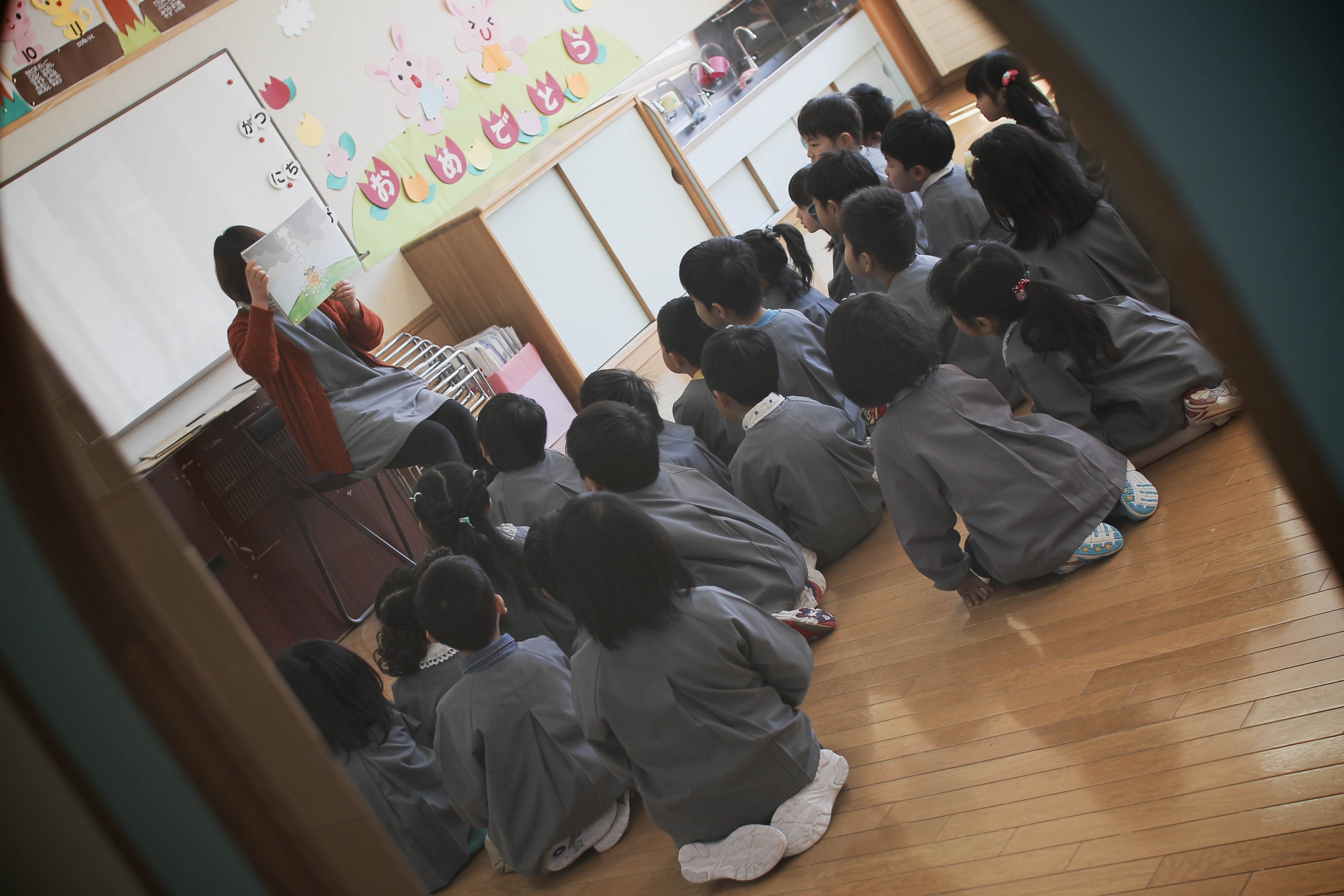
子供たちが先生の紙芝居に観入る様子

また、1946年（昭和21年）頃から復活した街頭紙芝居は人気を集めたものの、エロ・グロ描写によりたびたび問題とされるようになる。やがてテレビが普及すると街頭紙芝居は姿を消していく。このため戦前～戦後の街頭紙芝居作品の現物は、現在では貴重なものとなっている。神奈川県横浜市では市の博物館に保管した2700巻近い紙芝居作品について、2015年（平成27年）と2018年（平成30年）に市指定有形民俗文化財に指定し歴史的資料として扱っている。

#### 手づくり紙芝居
1980年（昭和55年）、神奈川県で「手作り紙芝居コンクール」が開始される。当初は神奈川県立図書館等を中心にした主催だったが、現在は「紙芝居文化推進協議会」に移っている。1989年には「箕面紙芝居まつり」が始まり、様々な地域で手作り紙芝居コンクールが行われるようになった。

#### 海を越えるKamishibai
紙芝居は1990年代以降、ラオス、ベトナムをはじめとして海外に紹介され、作られ楽しまれるようになってきている。また、国際協力NGOのジョイセフなどを通じてタンザニアの村にてエイズ教育活動に紙芝居が用いられている。
紙芝居文化の会は、創立当初より海外との交流を進め、2002年（平成14年）よりフランス、ドイツ、スイス、スペインをはじめアジア・オセアニアなど多数の国と地域で講座や発表を行っている。2012年（平成24年）には紙芝居文化の会とフランスの「小さな丸い図書館」が、パリ・ユネスコ本部会議室にて「ヨーロッパ紙芝居会議」を共催。フランス・オランダ・ドイツ・スペイン・スイス・デンマーク等から2日間で延べ130名以上が参加した交流が行われた。その後も海外での講座は続き、近年は中国・マレーシア・ペルー・メキシコ・チリ・コロンビア・ベルギーなどへも紙芝居は広がっている。紙芝居文化の会は、国内外への紙芝居普及活動を続け、国内570、海外304、世界54の国と地域に会員のいる団体となっている。

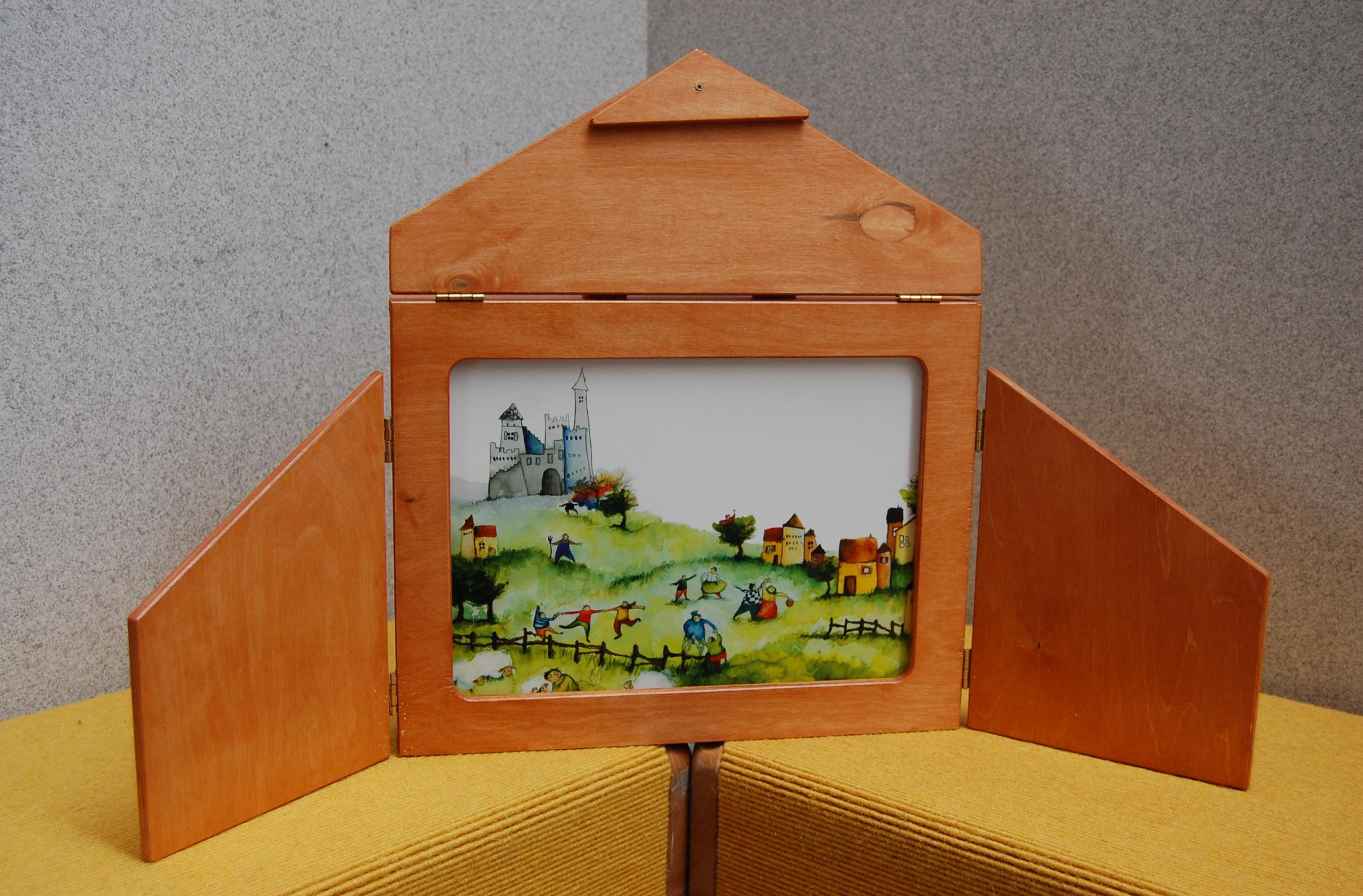
バ＝ラン県立図書館（フランス語版）での紙芝居
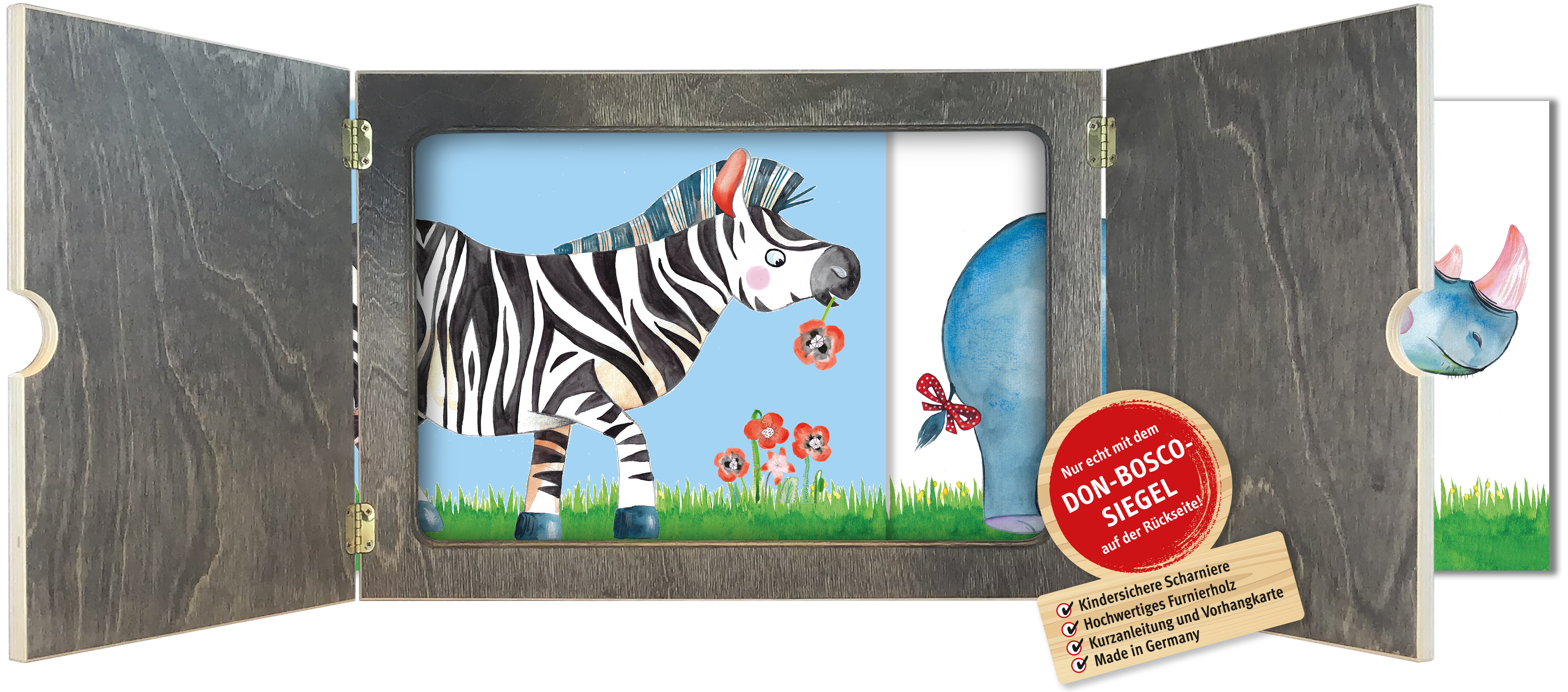
ドイツで紹介された紙芝居

手作り平和紙芝居
平和への願いをこめた紙芝居は多く出版されているが、2006年（平成18年）に平和紙芝居『二度と』はドイツ・ミュンヘン国際青少年図書館の企画展「ハロー・ディア・エネミー／平和と寛容の国際絵本展」に、世界23の国と地域の絵本80作品中唯一の紙芝居として選ばれ、世界を巡回、展示、実演された。
伊豆市妙蔵寺の住職である佐冶妙心は、手作りの紙芝居を使って平和の尊さを語り続けており、日本国内外で講演を続けている。2010年5月にニューヨークで開催された核拡散防止条約会議でも紙芝居を読んだ。

#### 新しいメディア
電気紙芝居
テレビは登場当初「電気紙芝居」と揶揄されたが、音と動きに溢れた映像が小遣いをはたかなくても見られる「テレビ」は人々の耳目を集め、子供たちの紙芝居離れをさそった。
漫画・アニメ：
紙芝居の手法は漫画を通じて、日本のアニメに引き継がれている。
白土三平や水木しげる、小島剛夕も漫画を描く前は紙芝居の画を書いていた。
電脳紙芝居：
「紙」ではなくパソコン上の「静止画像」をもちいて筋書きを文字、または音声で伝える形式を「電脳紙芝居」と呼ぶことがある。「絵説き」には違いないが、従来の紙芝居とは異なり、演じ手と観客との直接交流は無い。

## 紙芝居の作り方
- 最初に筋を練り、構成を考える。
- 横に抜く動きを計算して絵を配置する
- 絵に変化をつける
- 遠目でもわかるように輪郭を墨ではっきり
- 色鉛筆では弱いので、絵の具で彩色する
- 擬音や動きの線は書き込まず、演じることで伝える
- 実際に演じて観客の反応を見て、必要なら構成や絵を練り直す

## 紙芝居に関わる人々・団体
- 稲庭桂子：「教育紙芝居の母」。民主紙芝居協会などで活動。
- 中川正文：現代紙芝居協会代表。
- いわさきちひろ：水彩画による児童画を得意としているが、画家としてのデビューは紙芝居作家だった
- 水木しげる：妖怪研究家・漫画家になる前は紙芝居作家だった
- まついのりこ：「紙芝居文化の会」初代代表。紙芝居をベトナムに紹介
- 紙芝居文化の会
- 財団法人文民教育協会 子どもの文化研究所・紙芝居研究会：「全国紙芝居まつり」
- ひょうしぎ：右手和子（2011年死去）が顧問を務めていた。
- 紙芝居サミット
- 紙芝居文化推進協議会：神奈川県手づくり紙芝居コンクール運営。
- 関西紙芝居文化研究会：紙芝居情報誌「絵芝居」刊行。
- 人と本を紡ぐ会：箕面手づくり紙芝居コンクール運営
- 森下正雄（昭和の街頭紙芝居師）
- 鈴木勝丸（昭和の街頭紙芝居師・紙芝居原作者）
- 安野侑志（やっさん）：京都国際マンガミュージアムにて実演中
- 京都大学紙芝居研究会（京大カミケン）：初の大学紙芝居研究会
- 山川惣治（絵物語作家 紙芝居の裏面に台本を書く方式を開発したとされる）
- 渋谷画劇団：今村良樹がプロデュース（退任）、漫画家学会が運営する紙芝居グループ。きくち英一、OHANA（摩味）、倉嶋らむね（倉田雅世）、一龍斎貞寿、広田さくら、紙芝居師ヤムちゃん、くぼてんきが所属。
- NPO法人 紙芝居文化協会：1、芝居絵収集、修理、活用、保存。2、街頭紙芝居師、復活養成。3、オリジナル作品の製作及び日本の文化活力向上。設立代表者 杉浦貞
- よしととひうた：歌って踊れる新感覚紙芝居
- NPOにいはるこども文化塾（『民話と紙芝居の家』運営委託）
- 塩崎源一郎：紙芝居師。塩崎おとぎ紙芝居博物館（大阪市西成区にある私設博物館）の創始者。街頭紙芝居のすべてを保存・継承している。
- ひろしま紙芝居村
- 童心社
- 教育画劇
- 紙芝居文化の会